# Mathilda herberti
Mathilda herberti is een slakkensoort uit de familie van de Mathildidae. De wetenschappelijke naam van de soort is voor het eerst geldig gepubliceerd in 2009 door Mariottini, Smriglio & di Giulio.